# Szentség
A szentség szó két különböző tartalmat jelöl. A latin sanctitas fordításaként valakinek vagy valaminek a szent voltára vonatkozik. A latin mysterium vagy sacramentum fordításaként a keresztény teológia részint leíró, részint értelmező szakkifejezése bizonyos szertartások megnevezésére. A katolikus tanítás szerint a szentség Jézus Krisztus által alapított, hatékony, látható jel (signum), melyen keresztül kegyelmeit közli velünk, és isteni életében részesít bennünket. A szentségek azért hatékony kegyelmi jelek, mert nemcsak megjelenítik a kegyelem formáit, hanem valóban közlik is azokat.
A magyar szentség szó egyaránt használatos a katolikus, az ortodox  és a protestáns felekezetekben. A magyar református egyházban a hasonló szertartások megjelölésére hagyományosan az eredeti sacramentumot alkalmazzák magyaros, s-ező ejtésben és írásképpel: sákramentum. A nyugati kereszténységben a szentségek teológiájának szisztematikus kidolgozása az 1054-es nagy kelet–nyugati egyházszakadás (skizma) után kezdődött el.
A katolikus egyház tanítása szerint a szentségek Jézus tanítása és beszédei által alapított látható jelek, amelyek Isten kegyelmét nemcsak jelzik, hanem hatékony módon közvetítik is. A szentségekkel a szentségtan foglalkozik.
Noha a jézusi alapítás hittétel, a katolikus szentségtanban vitatott kérdés, hogy a Biblia szövege alapján közvetlenül visszavezethető-e minden egyes szentség közvetlenül Jézus személyére.
A kegyelem hatékony közvetítésének megjelölésére a teológiában használatos a reálszimbólum kifejezés.

## Szentségtani alapfogalmak

### Kiszolgáltató és felvevő
- Kiszolgáltató: az a személy, aki az adott szertartást az egyház nevében elvégzi.
- Felvevő: az a személy, akinek a számára az egyház a szertartás során a kegyelmet közvetíteni szándékozik.

### Anyag és forma
A skolasztika többek között az Arisztotelésztől átvett hülemorfizmus kategóriáit felhasználva próbált közelebb jutni a szentségek megértéséhez. Eszerint minden szentség leírható két összetevővel: az anyaggal, vagyis a látható jellel, valamint a formával, vagyis a kiszolgáltató által kimondott szavakkal. A szentségek részletezésénél láthatjuk, hogy e megközelítés bizonyos esetekben kifejezetten erőltetettnek bizonyul.

### Érvényesség, megengedettség, gyümölcsözőség
- Érvényes egy szentség kiszolgáltatása, ha mind a kiszolgáltató, mind a felvevő személye, továbbá mind az anyag, mind a forma megfelel az egyházi tanítóhivatal által rögzített minimális dogmatikai követelményeknek.
- Megengedett a szentségkiszolgáltatás, ha az érvényességen túlmenően egyházjogi akadályba sem ütközik. Egy felfüggesztett pap által bemutatott szentmise például érvényes ugyan, de nem megengedett. Másfelől azonban úgy is tekinthetjük ugyanezt, hogy noha nem megengedett, mégis érvényes.
- A szentség gyümölcsöző felvételéről akkor beszélünk, ha a teológiai érvényesség adminisztratív megvalósulásán túlmenően a felvevő részéről nincs akadálya annak, hogy a szentség által közölt kegyelem valóban hatékonyan működjék az életében. Például a bérmálás szentsége érvényes lehet akkor is, ha a felvevő a halálos bűn állapotában van: a szentség beírja a lélekbe az eltörölhetetlen jegyet, az illető mégsem tapasztalja meg a kegyelem működését mindaddig, amíg életéből el nem távolítja a kegyelem akadályát (obex gratiae).

### A szentségek hatása
Minden szentség általános hatása, hogy a felvevőt Istenhez kapcsolja. Az egyes szentségek speciális hatása az a mód, ahogyan ezt megvalósítja.

### „Ex opere operato”
E latin kifejezés, amely a katolikus szentségtan egyik legfontosabb terminus technicusa, szó szerint annyit tesz: az elvégzett cselekményből következően. Arra vonatkozóan használják a dogmatikában, hogy a szentség érvényességének szükséges és elégséges feltétele a formula korrekt alkalmazása, és – az érvényesség szempontjából – irreleváns a kiszolgáltató és a felvevő hite, személyisége, erkölcsi állapota. E tanítás a Tridenti Zsinat óta hittétel, és az ökumenikus párbeszéd egyik komoly akadálya.
- A protestáns teológia elutasítja az ex opere operato tanát, és – összhangban a sola fide alepelvvel – azt vallja: a szentségek kizárólag a közreműködő tevékenységéből adódóan (ex opere operantis) hatnak.
- A katolikus teológia is elismeri és alkalmazza az ex opere operantis fogalmát, de a kiszolgáltató és felvevő hitét, erkölcsi tartását stb. nem az érvényesség, hanem a gyümölcsözőség kritériumának tekintette és még most is tekinti.

## Csoportosítások
A szentségeket az aktuális tárgyalási szempont alapján többféle módon lehet csoportosítani.
- Beavató szentségek: amelyek a keresztény életbe bevezetnek. Ezek: keresztség, bérmálás és eucharisztia.
- Élők szentségei: amelyeket megszentelő kegyelem állapotában (halálos bűntől mentesen) vehetünk fel. Ezek: bérmálás, eucharisztia, egyházi rend és házasság.
- Holtak szentségei: amelyek arra szolgálnak, hogy a halálos (kárhozatot, tehát lelki halált okozó) bűnökből kivezessenek. Ezek: keresztség, bűnbocsánat szentsége, betegek kenete.
- Eltörölhetetlen karaktert adó szentségek: amelyek a szentség felvevőjében örökre megmaradó változást idéznek elő. Ezek: keresztség, bérmálás, egyházi rend. E szentségek csak egyszer vehetők fel. Tehát senkiről sem lehet „leszedni a keresztvizet”. A szolgálatát elhagyó pap is pap marad: ha el is tiltják szolgálatától, az általa kiszolgáltatott szentségek érvényesek, noha esetleges papi tevékenységének egyházjogi státusza „meg nem engedett”.
- A protestáns felekezetekben is elismert szentségek (mutatis mutandis): keresztség, úrvacsora (eucharisztia).

## Felekezetenként
Összehasonlítás bizonyos keresztény felekezetek szentségeiről (ill. szent szertarásairól). Kiemelve a Magyarországon legjelentősebb felekezetek:
| Felekezet                   | Keresztség | Bérmálás (vagy konfirmáció) | Eucharisztia (vagy úrvacsora) | Bűnbánat (bűnbocsánat) | Házasság | Szent rendek | Betegek kenete |
| --------------------------- | ---------- | --------------------------- | ----------------------------- | ---------------------- | -------- | ------------ | -------------- |
| Római katolikusok           | Igen       | Igen                        | Igen                          | Igen                   | Igen     | Igen         | Igen           |
| Ortodox kereszténység       | Igen       | Igen                        | Igen                          | Igen                   | Igen     | Igen         | Igen           |
| Antikhalkédóni egyházak     | Igen       | Igen                        | Igen                          | Igen                   | Igen     | Igen         | Igen           |
| Herrnhuti Testvérgyülekezet | Igen       | Igen                        | Igen                          | Nem                    | Igen     | Igen         | Nem            |
| Evangélikus kereszténység   | Igen       | Nem                         | Igen                          | talán                  | Nem      | Nem          | Nem            |
| Evangelikál anglikanizmus   | Igen       | Nem                         | Igen                          | Nem                    | Nem      | Nem          | Nem            |
| Metodizmus                  | Igen       | Nem                         | Igen                          | Nem                    | Nem      | Nem          | Nem            |
| Kálvinizmus (reformátusok)  | Igen       | Nem                         | Igen                          | Nem                    | Nem      | Nem          | Nem            |
| Katolikus Apostoli Egyház   | Igen       | Igen                        | Igen                          | Nem                    | Nem      | Nem          | Nem            |
| Utolsó Napi Szentek JKE.    | Igen       | Igen                        | Igen                          | Igen                   | Igen     | Igen         | Igen           |

## Szentségek a katolikus egyházban

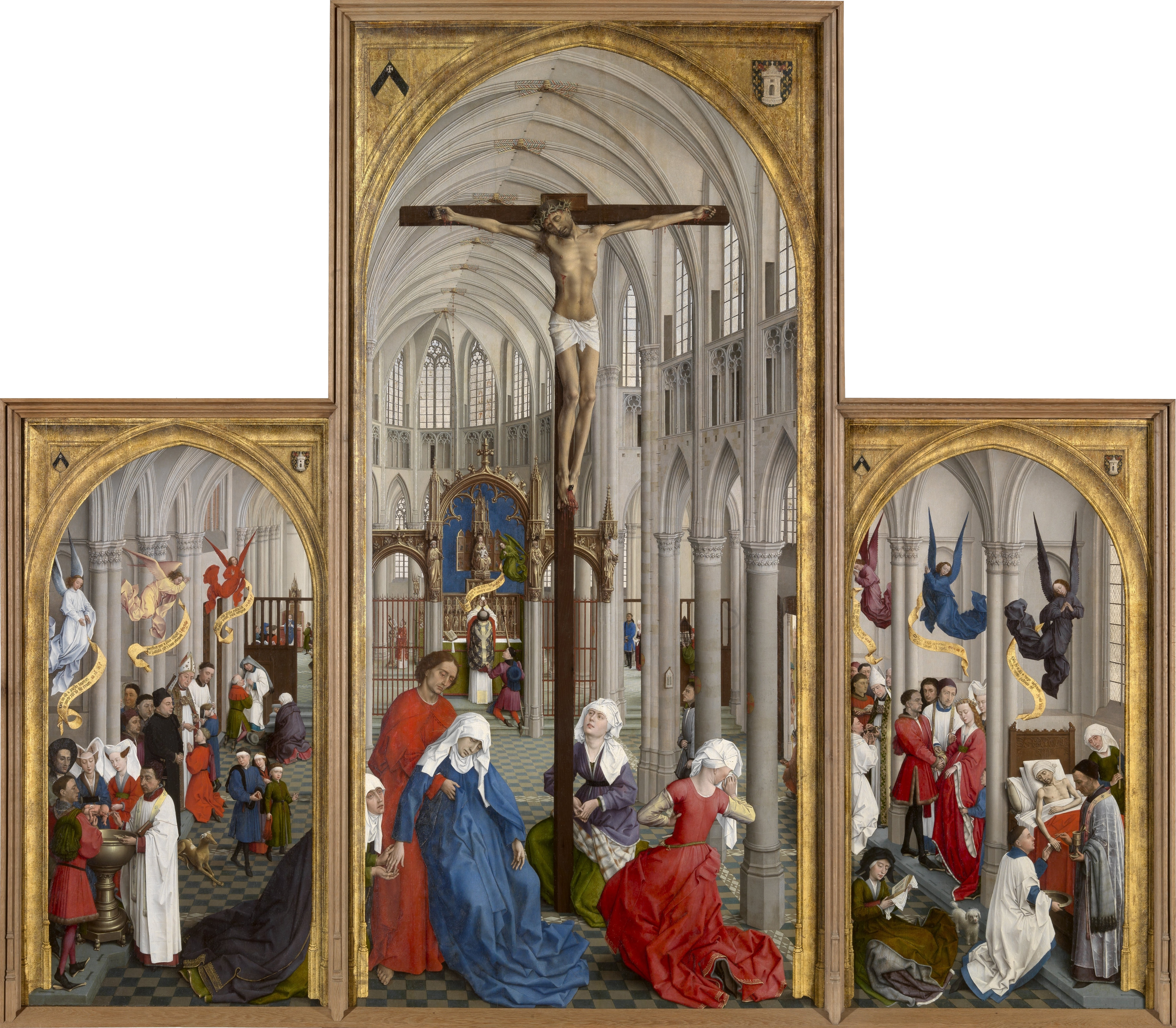
A hét szentség – Rogier van der Weyden képe, készült 1448 körül

A szentségkiszolgáltatás gyakorlata az egyháztörténelem során fokozatosan bontakozott ki. Az idők során a különböző teológusok hol több, hol kevesebb szentséget ismertek el. A középkorban mind szilárdabbá vált az a nézet, amely szerint a szentségek száma hét. A kérdésben a Tridenti zsinat hozott végleges döntést, amikor a szentségek hetes számáról dogmatikus érvénnyel nyilatkozott. E döntést a reformátorokkal szemben fogalmazta meg, akik a szentségek számát kettőre korlátozták.

### Keresztség
| Kiszolgáltatója       | Rendes kiszolgáltatója a püspök, pap vagy diakónus. Rendkívüli kiszolgáltatója lehet bárki: feltéve, ha az egyház szándéka szerint cselekszik (az nem, aki maga nincs megkeresztelve és/vagy nem hisz Istenben) |
| Felvevője             | Bárki, aki még nincs megkeresztelve. |
| Anyaga                | Távolabbi anyaga a víz. Közelebbi anyaga a vízben való megmerítkezés vagy vízzel való leöntés. |
| Formája               | A kiszolgáltató szavai: „N., én megkeresztellek téged az Atya, és a Fiú és a Szentlélek nevében.” |
| Egyéb                 | A katolikus tanítás szerint a keresztség megtisztít az áteredő bűntől és eltörli a személyes bűnöket. Általa leszünk Isten gyermekei és az egyház tagjai. |
| Egyéb                 | A keresztség eltörölhetetlen karaktert (pecsétet) adó szentség, ezért ismételt kiszolgáltatása nem lehetséges. Az ősegyház első komolyabb vitáinak egyike volt, hogy az eretnekek által kiszolgáltatott keresztség érvényes-e, vagy az eretnekségből megtérőt újra kell-e keresztelni. A viták lezárultával általánosan megszilárdult az a vélemény, amely szerint az eretnekkeresztség is érvényes: nem kell, de nem is lehet újrakeresztelni az egyházzal közösségben nem lévő csoportok által egyszer már megkeresztelt személyeket.                                                                          |
| Egyéb                 | Elnevezése a magyar nyelvben a szentség kiszolgáltatásához kapcsolódó egyik kiegészítő szertartásból származik: a homlok kereszt alakban történő megkenéséből. |
| Egyéb                 | A gyermekkeresztség problémája azt a kérdéskört írja le, hogy a keresztség kiszolgáltatását meg kell-e előznie a megtérésnek, vagy megkeresztelhető-e a kisgyermek is, aki majd az élete során fogja (vagy épp nem fogja) meghozni a Jézus melletti tudatos döntést. Ez a probléma a reformáció idején merült fel élesen. Válaszként mind a katolicizmus, mind a protestantizmus lutheri és kálvini irányzata azt mondja, hogy a gyermekek megkeresztelésének nincs akadálya. Napjainkban a kérdés inkább úgy merül föl, hogy vajon hasznos-e elzárni a gyermek elől a keresztség tudatos felvételének élményét. |
| Ökumenikus vonatkozás | A keresztséget a protestantizmus is szentségnek tekinti, de tagadja objektív bűntörlő hatását. |

### Bérmálás
| Kiszolgáltatója       | Rendes kiszolgáltatója a püspök; rendkívüli, de megengedett kiszolgáltatója a püspöki engedéllyel rendelkező pap. |
| Felvevője             | Minden megkeresztelt, de még meg nem bérmált személy. |
| Anyaga                | Távolabbi anyaga a krizma, közelebbi anyaga a kézrátétel és a homlok (a keleti egyházban több testrész) krizmával történő megkenése. |
| Formája               | A kiszolgáltató szavai a nyugati egyházban: „N., vedd a Szentlélek ajándékának jelét”, a keleti egyházakban: „A Szentlélek ajándékának pecsétje.” |
| Érdekességek          | A bérmálás latin neve sacramentum confirmationis, azaz a megerősítés szentsége. |
| Érdekességek          | A bérmálás eltörölhetetlen karaktert adó szentség, ezért ismételt kiszolgáltatása nem lehetséges. |
| Érdekességek          | A keleti egyházakban a bérmálásra rögtön a keresztelés után sor kerül. A nyugati egyházban ez csak felnőttkeresztelés esetén van így, hiszen itt a bérmálást a „keresztény nagykorúság szentségének” is szokás nevezni. |
| Érdekességek          | A bérmálás kiszolgáltatásakor az egyház azért imádkozik, hogy a megbérmáltat ugyanaz az erő töltse el, mint az első pünkösdkor az apostolokat. A katolikus karizmatikus megújulás közösségeiben szinte elvárás, hogy a megbérmált életében látható fordulat álljon be, és elkezdje használni az Istentől kapott karizmákat. |
| Ökumenikus vonatkozás | Számos protestáns egyházban él a konfirmáció gyakorlata, de nem tekintik szentségnek. |

### Eucharisztia
| Kiszolgáltatója       | Kiszolgáltató alatt szoros értelemben azt értjük, aki létrehozza az Eucharisztiát, vagyis aki a szentmisében a kenyeret és a bort Jézus Krisztus testévé és vérévé változtatja. Ilyen értelemben a kiszolgáltató a püspök vagy pap. Ugyanakkor az Eucharisztia gyakorlati kiszolgáltatása (szentségtanilag pontosabb kifejezéssel: kiosztása) az áldoztatás aktusa, s így tágabb értelemben kiszolgáltatónak nevezzük azokat is, akik ebben az utóbbi tevékenységben részt vesznek. Így további rendes kiszolgáltatónak tekinthető a diakónus, rendkívüli kiszolgáltatója pedig az akolitus, de gyakorlatilag lehet bármely krisztushívő is, akit indokolt esetben megbíznak az áldoztatással. A megbízást az egyházmegye püspöke adja, szükség esetén eseti megbízást a plébános is adhat. |
| Felvevője             | A megszentelő kegyelem állapotában lévő, megkeresztelt ember. |
| Anyaga                | Érvényes anyag kizárólag a búzakenyér és a szőlőbor. A latin egyházban többnyire kovásztalan kenyeret használnak, a keleti rítusokban kovászosat. Ennek a hajdan nagy vitát kiváltó különbségnek ma már nincs teológiai jelentősége. |
| Formája               | Jézusnak az utolsó vacsorán elhangzott, a kiszolgáltató által kimondott szavai: „…ez az én testem…”, illetve „…ez az én vérem….” |
| Érdekességek          | A görög ευχαριστία szó hálaadást jelent. Magyar fordítása többjelentésű szó: egyrészt a szentmisét jelöli (ilyenkor kis kezdőbetűvel írjuk), másrészt jelenti a kenyér és a bor színe alatt valóságosan jelen lévő Jézus Krisztust is. Ebben az értelemben bevett szokás a nagy kezdőbetű használata, s ilyen értelemben szinonimája az Oltáriszentség. |
| Érdekességek          | A teológiatörténetben vitatott kérdésnek számított, hogy konkrétan mely mozzanat eszközöli az átváltoztatást. A katolikus tanítás a fenti szavakban találta meg erre a választ. Az ortodox álláspont szerint azonban a Jézus szavait megelőző epiklézis (a Szentlélek lehívása) ugyanilyen jelentőséggel bír. A mai teológiában mind elterjedtebb az a nézet, hogy az eucharisztikus ima egységes egészet alkot, és hibás megközelítés az egyes szavak boncolgatása. |
| Érdekességek          | A történelemben komoly probléma volt a két szín alatti áldozás kérdése. A katolikus tanítás szerint mind a kenyér, mind a bor színe alatt a teljes Krisztus van jelen, tehát kegyelemtani jelentősége nincs annak, hogy egy vagy két szín alatt áldozunk-e. Egyetlen előírás, hogy a szentmisében legalább egyvalaki (lehetőleg a celebráns) áldozzon két szín alatt. A köznapi gyakorlatban a hívek csak a kenyér színe alatt veszik magukhoz Jézust, a II. vatikáni zsinat óta azonban legitim lehetőség a két szín alatti áldozás is. |
| Ökumenikus vonatkozás | Az eucharisztia szertartását valamilyen módon minden protestáns felekezetben gyakorolják, s többségükben szentségnek is tekintik. |

### Bűnbocsánat
| Kiszolgáltatója       | A püspök vagy a pap. |
| Felvevője             | Bármely megkeresztelt ember. |
| Anyaga                | E szentségnél anyagról csak analóg módon beszélhetünk; ilyen értelemben fogalmazhatunk úgy, hogy a bűnbocsánat szentségének anyaga a megbánt bűn. |
| Formája               | A kiszolgáltató feloldozó szavai. Ezek a nyugati egyház jelenlegi gyakorlatában a következők: „ És én feloldozlak téged bűneidtől, az Atya, és a Fiú, és a Szentlélek nevében.” |
| Érdekességek          | A szentséget szokásos módon nevezik a bűnbánat vagy a gyónás szentségének. Egyik elnevezés sem tekinthető kifejezetten helytelennek. Akik mégis a bűnbocsánat vagy a kiengesztelődés szentsége kifejezést preferálják, azok úgy érvelnek, hogy mind a bűnbánat, mind a bűnök bevallása (a tényleges gyónás) a szentségnek – mint Istennel való találkozásnak – az emberi oldalához tartoznak. Amitől a bűnbevallás aktusa ténylegesen szentség, vagyis a kegyelem hatékony jele, az az isteni közreműködés, amely viszont a megbocsátás aktusában jelenik meg.                                                              |
| Érdekességek          | E szentség kiszolgáltatásának napjainkban csaknem egyetlen ismert formája a pap és a bűnbánó négyszemközti találkozásában megvalósuló fülbegyónás. A keresztény ókorban azonban a többnyire titkos bűnvallomás után mind az elégtétel (vezeklés, vagy akár az egyház közösségéből való kizárás), mind pedig a hosszú bűnbánattartást követő visszafogadás nyilvánosan, az egész gyülekezet színe előtt zajlott. |
| Érdekességek          | Az ókori keresztény élet egyik színfoltja az ún. una poenitentia tana és gyakorlata. Ezen elképzelés szerint a megkeresztelt embernek életében mindössze egyetlen lehetősége van arra, hogy még egyszer bocsánatot nyerjen elkövetett bűneire. Ezért terjedt el egy időben az a – mai szemmel anomáliának tekinthető – jelenség, hogy a megtérők a keresztséget igyekeztek „minél később” felvenni, az azt követő bűnvallást pedig utolsó órájukra tartogatták. Ezt a nézetet a katolikus teológia soha nem fogadta el, a gyakorlatban pedig nincs korlátozás arra nézve, hogy hányszor vehető fel a bűnbocsánat szentsége. |
| Érdekességek          | A gyónásnak a hatályos egyházjogi szabályozás szerint kötelező kísérője, teológiai aspektusból mégis csupán járulékos eleme a penitencia (elégtétel). Ennek tudatos el nem végzése ugyan bűnnek minősül, a feloldozás érvényességének azonban nem előfeltétele. |
| Ökumenikus vonatkozás | A négyszemközti, több kiválasztott vezető előtti vagy épp a teljes gyülekezet előtt gyakorolt bűnvallás többnyire része a protestáns egyházak hitéletének is. A bűnösnek ilyenkor „hirdetik” bűnei bocsánatát, de magának az aktusnak nem tulajdonítanak kegyelemközlő hatást, és nem tekintik szentségnek. |

### Betegek kenete
| Kiszolgáltatója       | A püspök vagy a pap. |
| Felvevője             | Beteg, idős vagy életveszélyben lévő ember. |
| Anyaga                | Távolabbi anyaga a püspök által megszentelt olaj, rendkívüli esetben bármely más – a szentség kiszolgáltatását megelőzően megáldott – növényi olaj. Közelebbi anyaga a beteg homlokának és kezének olajjal való megkenése. |
| Formája               | A kiszolgáltató szavai: „E szent kenet által és nagy irgalmassága szerint segítsen meg téged az Úr a Szentlélek kegyelmével; szabadítson meg bűneidtől, üdvözítsen téged, és erősítsen meg jóságosan!” |
| Érdekességek          | A Második vatikáni zsinatot megelőzően e szentség hivatalos elnevezése az utolsó kenet volt. A mai lelkipásztori gyakorlatban tudatosan igyekeznek kerülni ezt a kifejezést. A kenet ugyanis nem a haldoklók, hanem a betegek számára rendeltetett. Gyógyulás után, újabb betegség esetén, vagy éppen komolyabb műtétre készülve a szentség ismételten fölvehető.                                                                                           |
| Érdekességek          | A Tridenti zsinat a szent kenet hatásainak taglalásakor kifejezetten, hittételként tanítja, hogy e szentség fölvétele adott esetben a beteg testi gyógyulását is eredményezheti. |
| Ökumenikus vonatkozás | A betegekért, adott esetben a beteggel közösen mondott ima minden felekezetben jelen van, de nem szentségként. A karizmatikus közösségek életében elemi gyakorlat a gyógyító szolgálat, amelynek során a lelkész, a pásztor, vagy csupán néhány testvér – többnyire kézrátétellel – imádkozik a beteg fölött, s ez hitük és beszámolóik szerint gyakran eredményez testi gyógyulást. E gyakorlat egyébként a katolikus karizmatikus megújulásban is ismert. |

### Egyházi rend(papi szentség)
| Kiszolgáltatója       | A püspök. |
| Felvevője             | Az a megkeresztelt férfi, akit az egyház alkalmasnak talál. Püspökszentelés esetén a megengedett kiszolgáltatás előfeltétele a pápa apostoli parancsa. |
| Anyaga                | Szoros értelemben véve nincs, a kézrátételt lehet annak tekinteni. |
| Formája               | A püspök felszentelő imája a kézrátétel után. |
| Érdekességek          | Az egyházi rend eltörölhetetlen karaktert adó szentség, ezért ismételt kiszolgáltatása nem lehetséges. Akit diakónussá, pappá, majd püspökké szentelnek, nem háromszor veszi föl ugyanazt a szentséget, nem is három szentséget vesz föl, hanem egyetlen szentséget három fokozatban. |
| Érdekességek          | Visszatérő kérdése a dogmatikának, hogy elvileg lehetséges-e nőket pappá szentelni. A hivatalos katolikus válasz erre a merev és egyértelmű nem. Ugyanakkor vitatott, hogy az elutasítás hittételnek tekintendő-e. A teológia jelenlegi értelmezése szerint úgy tűnik, hogy pappá szentelni nőket isteni törvény alapján nem lehet, míg diakónussá egyházi törvény miatt nem lehet. A gyakorlat a katolikus egyházban az, hogy sem pappá, sem diakónussá nem szentelnek nőket. |
| Érdekességek          | A pápaság nem önálló fokozata az egyházi rend szentségének, hanem választás útján nyert hivatal. Szentségtanilag a pápa ugyanúgy püspök, mint bármely más püspök. Ezért hibás az, ha valaki „pápává szentelésről” beszél. |
| Ökumenikus vonatkozás | A protestáns felekezetek többségében is létezik bizonyos fokú hierarchia, és a különböző (vezetői, tanítói, liturgikus) szolgálatok személyhez kötődése. Az apostoli szukcesszió fogalmát azonban nem alkalmazzák, és a papság intézményét nem tekintik szentségnek. |

### Házasság
| Kiszolgáltatója       | A közhiedelemmel ellentétben a házasságot nem a pap szolgáltatja ki a házasulandóknak, hanem a jegyesek szolgáltatják ki egymásnak. A pap vagy diakónus jelenléte kötelező előírás, de nem dogmatikai szükségszerűség, hanem egyházjogi rendelkezés. |
| Felvevője             | Az a szabad állapotú, felnőtt férfi és nő, akiket ettől az egyházjog valamilyen oknál fogva nem tilt el. |
| Anyaga és formája     | A házasság esetében csak analóg értelemben beszélhetünk erről. Ha valamiért mégis szükséges erőltetni a hülemorfizmus kategóriáit, akkor szokásosan úgy fogalmaznak a teológusok: a jegyesek házassági szándéka tekinthető anyagnak, a házassági szándék kinyilvánítása pedig formának. A szándék kinyilvánításának szavai: „N., Isten színe előtt feleségül veszlek. – N., Isten színe előtt feleségül megyek hozzád.” |
| Érdekességek          | A hivatalos katolikus tanítás a házasság lényegi tulajdonságának tekinti az egységet és a felbonthatatlanságot. Az első azt jelenti, hogy a házasság egy férfi és egy nő köteléke, utóbbi pedig azt, hogy az érvényesen megkötött és elhált házasságot objektív lehetetlenség megszüntetni mindaddig, amíg mindkét fél életben van.                                                                                     |
| Érdekességek          | A házasságok annullálása, "nem létezővé" nyilvánításának eljárása során vizsgálják, hogy maga a házasság vajon létre jött-e. Ennek eredményeként lehetséges, hogy kimondják egy házassági kötelékről, hogy az soha nem is jött létre. |
| Érdekességek          | A házasság, szemben azzal, ahogy felbonthatatlanságából elsőre gondolni lehetne, nem jegyadó szentség. Ezért lehetséges az, hogy a házastárs halála után az életben maradt fél ismételten szentségi házasságot kössön. |
| Ökumenikus vonatkozás | A házasságkötés szertartása a protestáns liturgiákban is létezik, beleértve az Isten előtt kimondott „igen”-t és az egyház által adott áldást is, de a köteléket általában nem tekintik szentségnek és felbonthatatlannak. |

## Szentségek az ortodox egyházban
Az Ortodox Egyházban a szentségeket hivatalosan "szent titkoknak" (müszterión) nevezik. Hét szentséget különböztetnek meg: a Keresztséget, a Bérmálást, a Szent Áldozást, a Bűnbánat (gyónás) Szentségét, a Szent Kenetet, a Házasságot, s a Papi Rendet.
A szentségek megkülönböztetésének gyakorlatát az Ortodox Egyház a római katolikusoktól vette át. Ez nem tartozik az Egyház ősi gyakorlatához, és bizonyos fokig félrevezető is lehet, mert úgy tűnhet, hogy csak hét külön rítus van, amelyek "szentségek", és az Egyház életének összes többi megnyilvánulása alapvetően különbözik ezektől. Az Ortodox Egyház legősibb és leghagyományosabb gyakorlata az, hogy mindent, ami az Egyházon belül van és történik szentnek és misztikusnak tekint.

### A Keresztség
Az Egyházban a keresztség a Sátán elutasításával és Krisztus elfogadásával kezdődik. Mielőtt valakit megkeresztelnek, a személy – vagy nevében támogatói, keresztszülői – nyilvánosan elmondja a keresztény hitvallást, a Hiszekegyet. Mivel a keresztszülő a gyermek nevében beszél, támogatja belépését az Egyházba és a keresztvízből "befogadja" a gyermeket az Egyházba, a keresztszülőnek magának is az Egyház tagjának kell lennie.
A hit megvallása után a pap imádkozik a keresztvíz fölött és megáldja azt, mint Isten teremtésének és jóságának jelét. A megkeresztelendő személy fölött is imát mond és megáldja szent olajjal. Majd az Alleluja ("dicsérjétek az Urat") ünnepélyes eléneklése után háromszor vízbe meríti az Atya és Fiú és Szentlélek nevében.
Az alámerítés által a megkeresztelt személy meghal a világnak és újjászületik Krisztus feltámadásában az örök életre.
Ősi időkben ez a körmenet a keresztelőkápolnától a templomig vezetett, ahol az újonnan megkeresztelt részesült a Szent Eucharisztiában a Liturgia folyamán, mivel a keresztelőt általában a Húsvéti Liturgiával kötötték össze. Ma a Húsvét éjjeli körmenet a templom körül nem más, mint emlékezés arra, hogy meg vagyunk keresztelve.

### A Bérmálás
A Bérmálás szentségével megkapja a hívő a "Szentlélek ajándékának pecsétjét". A keresztség személyes részvétel a Húsvétban, Krisztus halálában és feltámadásában; a bérmálás pedig ugyanolyan részvétel a Pünkösdben, a Szentlélek eljövetelében.
A bérmálás szentségét konfirmációnak is szokás nevezni, de az Ortodox Egyházban mindig a kereszteléssel együtt végzik.
Az Ortodox Egyházban úgy szolgáltatják ki a bérmálás szentségét, a Szentlélek ajándékát, hogy a test minden részét megkenik egy különleges olajjal, amelyet Szent Kenetnek hívnak. Ezt az olajat, Miront (mirrhát) az Egyház püspökei készítik el Nagy Csütörtökön.

### A Szent Eucharisztia
Az ortodox hagyományban a Szent Eucharisztiát a "szentségek szentségének" is nevezik.
Az eucharisztia szó jelentése – hálaadás. Ezt az elnevezést kapta a szent étkezés, nemcsak maga a kenyér és a bor, hanem az egész esemény: az összejövetel, az imádkozás, a Szentírás felolvasása, Isten Igéjének a hirdetése, a Krisztusra való emlékezés és az Ő Testének és Vérének elfogyasztása, Ővele, az Atyával és a Szentlélekkel való közösségben.
A Szent Eucharisztia titka meghaladja a pusztán racionális, logikus elemzést és magyarázatot. Azért, mert az Eucharisztia – mint maga Krisztus – valóban Isten Országának a titka, amely, Jézus szavaival, "nem e világból való". Mivel az Eucharisztia Isten Országához tartozik, ezért teljes mentes a bukott emberiség "földi" logikájától.

### A Bűnbánat
A Gyónás Szentsége Istennel való kibékülésünknek a jele az Egyházban, miután a bűn elválasztott minket az Egyház életétől.
Nem minden bűn teszi szükségessé a szentségi gyónást. Ez nyilvánvaló, hiszen a keresztény ember soha nem lehet teljesen bűntelen. Bizonyos súlyos bűnök azonban, vagy a hosszú távolmaradás a szentáldozástól, szükségessé teszik a szentségi gyónást. Ezenkívül, a Krisztussal közösségben élő kereszténynek azért kell rendszeresen járulnia ehhez a szentséghez, hogy tudatosan megalázza magát Isten előtt, és az Egyház lelkészétől vezetést kapjon a keresztény élethez. Az Ortodox Egyház azt tanítja, hogy a szentségi gyónás szükséges mindazoknak, akik Szent Eucharisztiához járulnak, ha súlyos bűnöket követtek el, vagy hosszú ideig távolmaradtak az áldozástól.
Az Ortodox Egyház szigorúan ragaszkodik a Bibliának ahhoz a tanításához, hogy csak Isten bocsáthatja meg a bűnöket, hogy ezt Krisztus által viszi végbe az Egyházban, és hogy a bűnbocsánat feltétele a valódi bűnbánat és a változásra tett ígéret, melyről a bűnvallással teszünk bizonyságot. A bűnvallás pedig a bűnök őszinte és nyilvános beismerése Isten és az emberek előtt.
A bűnbánat beteljesedése a Szent Eucharisztia vétele és a bűnbánó valódi megbékélése Istennel, és Krisztus parancsai szerint minden emberrel. Mindebből természetesen az következik, hogy a bűnbánónak őszintén kell törekednie arra, hogy távol tartsa magát a bűntől, megmaradjon az Isten iránti hűséges engedelmességben és a becsületes életben Isten és embertársai előtt.

### A Szent Kenet
A hagyományos ortodox gyakorlatban a Kenet szentsége közösségi szentség. Ez azt jelenti, hogy a hívők közül ahányan csak tudnak, összegyűlnek, hogy részt vegyenek az imában. Magához a szertartáshoz hét pap szükséges, az apostoli levelekből és az evangéliumokból pedig hét alkalommal olvasnak fel. Hét ima hangzik el, és hét ízben történik megkenés a szertartásra külön megszentelt olajjal. Bár nem mindig lehet a szentséget ilyen módon kiszolgáltatni, a szokásos gyakorlat még mindig az, hogy annyi pap és hívő gyűlik egybe, amennyi csak lehetséges.
A Szent Kenet szentségének kifejezett célja a gyógyítás és a bűnbocsánat. Mivel a testi gyógyulás nem mindig Isten akarata, ezért Krisztusnak az imája, hogy legyen meg Isten akarata, a szentség alapgondolatához tartozik. Ezen túlmenően, a szentség célja az, hogy a beteg test megkenése által az ember szenvedése megszentelődjék, és eggyé váljon Krisztus szenvedéseivel. Ily módon a test sebei megszentelődnek, és a beteg erőt kap ahhoz, hogy szenvedései ne a lélek halálára legyenek, hanem örök üdvösségre az Isten Országában eljövendő feltámadásban és életben.
A halál elkerülhetetlenül eljön az ember számára. Mindenkinek meg kell halnia, még azoknak is, akik a gyógyulás által ideiglenesen haladékot kaptak, hogy több időt tölthessenek a földön. Így a beteg gyógyulása önmagában nem cél, csupán eszköz, amit Isten irgalma és kegyelme jeléül ad, hogy további lehetőséget biztosítson az embernek arra, hogy Érte és embertársaiért éljen ezen a világon.

### A Házasság
A házasságot nem Krisztus hozta létre, nem Ő tette intézményessé. Mégis, az Úr egészen különleges értelmet és jelentőséget adott az emberek házasságának.
A Házasság Szentségében a nőnek és a férfinak megadatik az a lehetőség, hogy egy lélek és egy test legyen, amit önmagában semmilyen emberi szeretet sem képes biztosítani. A házasságban a keresztények a Szentlelket kapják meg, azért, hogy ami a földön elkezdődött ne érjen véget a halállal, hanem beteljesedjék, és a legtökéletesebb módon folytatódjék Isten Országában.
Évszázadokon át nem volt külön esküvői szertartás az Egyházban. A keresztény pár kifejezte kölcsönös szeretetét az Egyházon belül, és megkapták Isten áldását egyesülésükre, amelyet Krisztus Szent Eucharisztiája pecsételt meg. Az Egyház hivatalosan elismerte a pár összetartozását, Krisztus Testének tagjává tette, így vált a házasság kereszténnyé, Isten tökéletes szeretetének teremtett képévé, amely örök, egyedülálló, oszthatatlan és örökké tartó.
Később külön szertartás alakult ki a házasság szentségére, melynek mintája a keresztség és bérmálás szentsége lett.
Az Ortodox Egyházban a házasság szentségének nincs "törvényi" jellege. A házasság nem jogi szerződés, nem tartalmaz sem fogadalmat sem esküt. A házasság szentsége lényegében az emberi szeretet "megkeresztelése és megerősítése" Istenben Jézus Krisztus által, a Szentlelken keresztül.
Természetesen a keresztény házasság szentségében csak azok részesülhetnek, akik az Egyházhoz tartoznak, azaz a megkeresztelt és rendszeresen áldozó hívők. Az Ortodox Egyház ma is szigorúan ehhez a tanításhoz és gyakorlathoz tartja magát. A keresztények közötti egység hiányának tragédiája miatt azonban egy ortodox keresztény összeházasodhat egy megkeresztelt, nem ortodox kereszténnyel az Egyház keretein belül, azzal a feltétellel, hogy mindketten őszintén munkálkodnak, és imádkoznak a Krisztusban való teljes egységükért, de anélkül, hogy bármilyen kényszert alkalmaznának, vagy erőszakkal uralkodni akarnának a másik felett. Annak az ortodox kereszténynek, aki házasságra lép egy nem ortodox kereszténnyel, az Egyház szentségi imáit és áldását kell megszereznie ahhoz, hogy az Ortodox Egyház tagja maradhasson, és továbbra is részesülhessen a Szent Eucharisztiában.
Az ortodox tanítás szerint csak egyetlen házasság töltheti be azt a tökéletes értelmet és jelentőséget, amelyet Krisztus életünk e valóságának szánt. Így az ortodox keresztény hagyomány arra bátorítja az özvegyen maradt asszonyokat és férfiakat, hogy maradjanak hűségesek házastársukhoz, akik már meghaltak ennek a világnak, de élnek Krisztusban. Az ortodox hagyomány ugyanezen az alapon az ideiglenes "együttélést", az alkalmi szexuális viszonyokat, a különféle emberekkel folytatott szexuális kapcsolatot, az azonos neműek közötti szexuális érintkezést és a házasságnak különéléssel és válással végződő megszakítását ellenkezőnek tartja azzal az emberi tökéletességgel, amelyet Isten Jézus Krisztusban nyilvánított ki. A bűnbánat, a bűnök őszinte megvallása, és a békés együttélés őszinte ígéretével azonban az Ortodox Egyház megtartja a második házasság szertartását is azok számára, akiknek nem sikerült teljesíteniük a házasságnak Krisztus által tanított eszményi feltételeit. Az is az Egyház gyakorlatához tartozik, hogy nem zárja ki második házasságban élő tagjait a Szent Áldozás szentségéből, ha őszintén akarják az Istennel való eucharisztikus közösséget, és ha teljesítik az Egyház életében való részvétel minden egyéb feltételét.
A már megfogant gyermek abortusza az Ortodox Egyházban szigorúan tilos, és semmilyen módon sem igazolható, mert végrehajtása a legnagyobb erkölcsi kockázattal jár, és igen komoly bűnbánatot követel még olyan szélsőséges esetekben is, amikor az anyát helyrehozhatatlan sérülés fenyegeti, vagy a szülés alatt valószínűleg meghalna. Ilyen kivételes esetekben egyedül az anyának kell vállalnia a döntést, és fel kell készülnie arra, hogy tettéért Isten elé álljon, és az Ő isteni irgalmát kérje.

### A Papi Rend
Ortodox meggyőződés szerint a keresztény Egyház egyetlen papja, pásztora és tanítója Maga Krisztus. Egyedül Ő vezeti népét, Ő uralkodik fölötte. Egyedül Ő bocsátja meg a bűnöket, és Ő az, Aki közösséget ajánl fel Istennel, az Atyával.
Az ortodox hit szerint Krisztus nem hagyta el népét, hanem együtt van Egyházával, mint Annak élő és egyetlen Feje. Krisztus a Szentlélek által tevékenyen jelen van Egyházában.
Az Egyházi Rend szentsége a Keresztény Egyházban objektív biztosítékot nyújt Krisztusnak népével való állandó együttlétére. Az Egyház püspökeinek, papjainak és diakónusainak az a szerepük, szolgálatuk, hogy láthatóvá tegyék Krisztus tevékeny együttlétét népével. A papság tehát nem Krisztus nevében, vagy Krisztus helyett szolgál, mintha Ő Maga nem lenne jelen. A papság nem Krisztus helytartója, helyettese vagy képviselője.
A papságnak három fokozata van: püspökök, papok, diakónusok.

## Az Asszír keleti egyházban
A nesztoriánusnak is nevezett ősi Asszír keleti egyházban hét szentség van:
1. A Papság, mely az összes többi szentséget kiszolgáltatja.
2. Szent Keresztség, mely vízzel történik.
3. Olajkenet, mely tiszta olívaolajjal történik.
4. A Szent Eucharisztia, mely gabonából és borból áll.
5. Bűnbocsánat.
6. A Szent Élesztő, mely az eucharisztiai kenyér alkotórésze.
7. A Szent Kereszt áldása.

## A protestáns egyházakban
A protestantizmus egyes ágaiban (reformátusok, evangélikusok) csak két elismert szentség van: a keresztség és az úrvacsora. A Református Egyház hitvallása szerint szentség az, amit Jézus Krisztus szerzett, van látható jegy és a szentséghez fűződő ígéret.  Más irányzatokban (pl. baptisták) egy szentség sincs, illetve bizonyos egyházaknál sem szentségek a vallási szertartások (pl. keresztség) abban az értelemben, amely önmagában és önmagától kegyelemben részesítene, és üdvösséget eredményeznének.
A római katolikus egyház tanítása szerint a szentségek a kegyelmet „ex opere operato” eszközlik ki, vagyis a végzett cselekvés eredményeként, a bennük lakozó erő következményeként. A rítus önmagában hatásos; nem függ sem annak hangulatától, akire irányul, sem annak kvalitásaitól, aki elvégzi. A szentségek Krisztus ereje által hatnak, ezért akár erkölcstelen pap is kiszolgáltathatja őket. Ezzel szemben Luther tanítása alapján, bár a kegyelem a szentségekben objektíve bennük rejlik, mégis a felvevő hite előfeltétele annak, hogy a kegyelmet elnyerhesse.
A keresztséget a protestantizmus egy része is szentségnek tekinti, de tagadja objektív bűntörlő hatását. A katolikus felfogás szerint a keresztelés eltörli az eredeti bűnt, a protestánsok szerint a keresztség csak az eredeti bűn kárhozatra vivő vétkét, de a bűnre való hajlamot nem szünteti meg, ez megmarad az emberben.
A bérmáláshoz hasonlóan bizonyos protestáns egyházakban is van hasonló rítus, az ún. „konfirmáció”. Ez azonban nem számít szentségnek, és szentelt olaj felhasználása nélkül megy végbe.
A katolikus bűnbocsánat szentségét elutasítják. A búcsúról szóló tanítás volt a lutheri reformáció külső kiváltója. A protestánsok harcoltak az ellen az elképzelés ellen, amely szerint a pap megbocsáthatja a neki meggyónt bűnöket, és a pápa rendelkezhet Krisztus vagy a szentek többletérdemeivel; a töredelmet teljességgel az ember lelkébe utalták.
A betegekért, adott esetben a beteggel közösen mondott ima minden felekezetben jelen van, de nem szentségként.
A protestáns felekezetek többségében is létezik bizonyos fokú hierarchia, és a különböző (vezetői, tanítói, liturgikus) szolgálatok személyhez kötődése. Az apostoli szukcesszió fogalmát azonban nem alkalmazzák, és a papság intézményét nem tekintik szentségnek.
A házasságkötés szertartása a protestáns liturgiákban is létezik, beleértve az Isten előtt kimondott „igen”-t és az egyház által adott áldást is, de a köteléket nem tekintik sem szentségnek, sem felbonthatatlannak. (Lásd továbbá a katolikus egyházról szóló fejezet táblázatainak „ökumenikus vonatkozás”-ait.)